# Töpörtyű

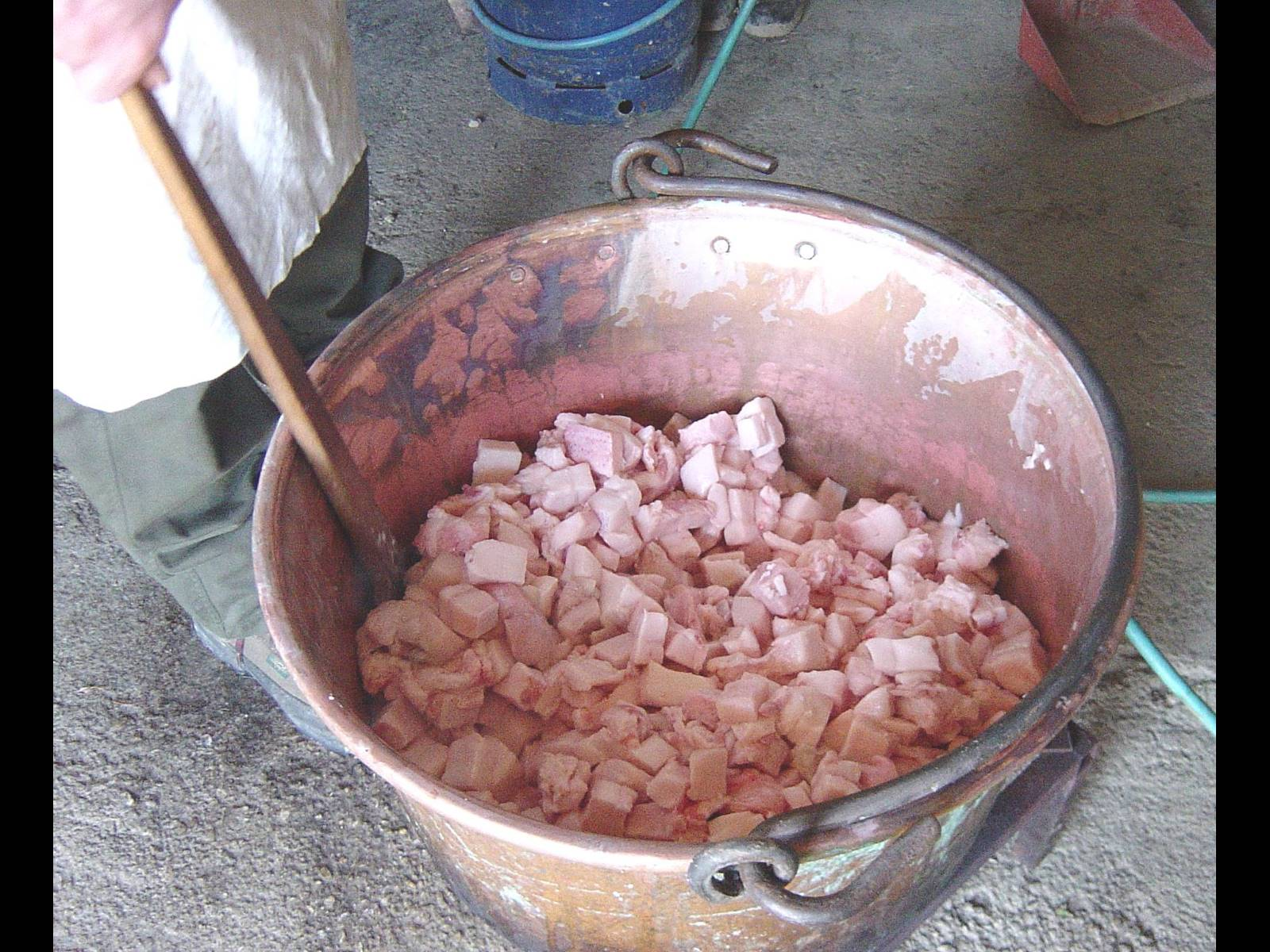
Kockákra vágott zsírszalonna kisütése

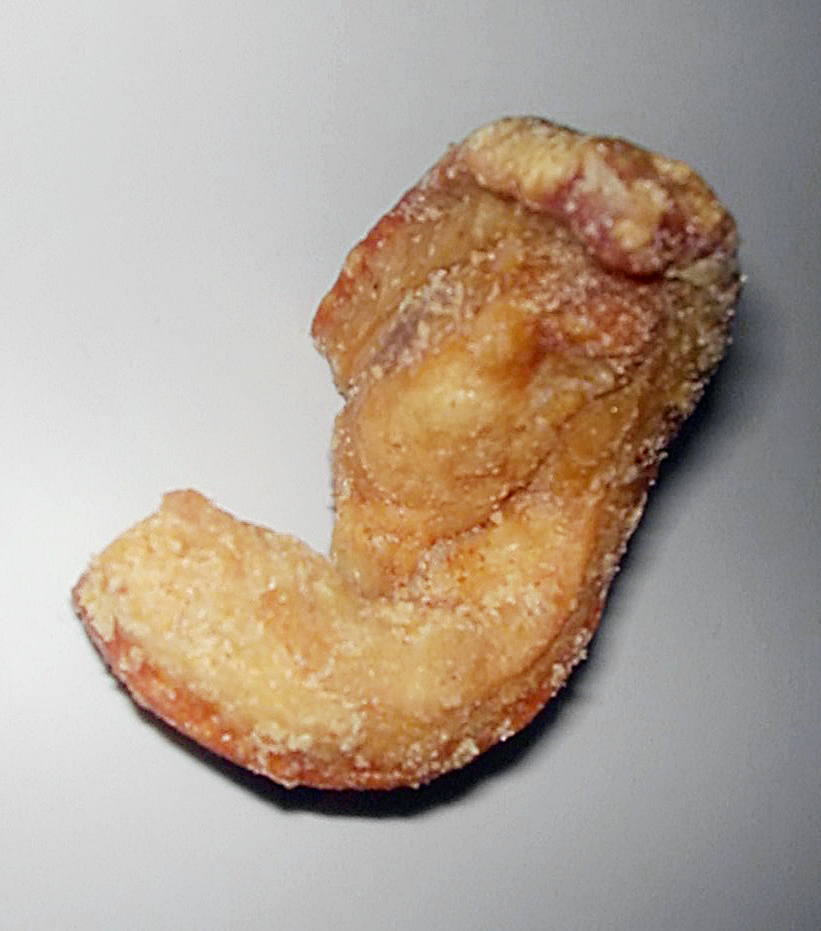
Egy szem kisütött töpörtyű

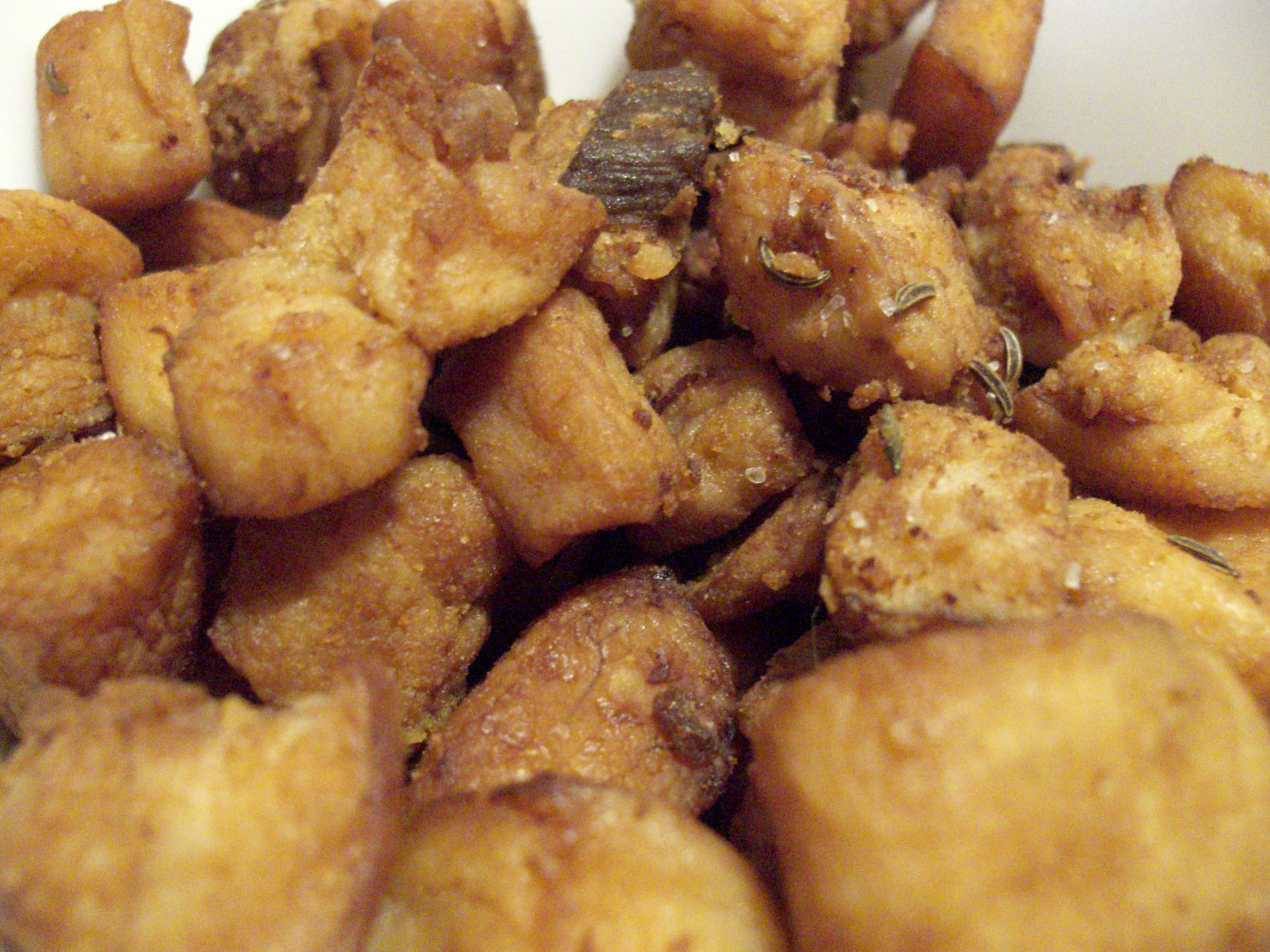
Töpörtyű

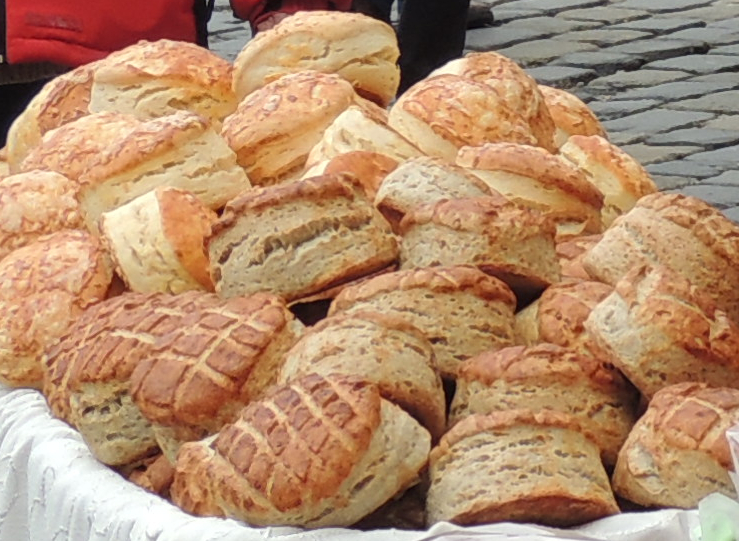
Tepertős pogácsa

A töpörtyű vagy tepertő, pörcögő az étkezési célra felhasználható sertés zsírszalonnájának feldolgozása során – a szobahőmérsékleten kenhető, szilárd halmazállapotú zsír mellett – melléktermékként keletkezik. A tepertő az egyenletes kockákra vágott szalonna kiolvasztott, összesült (töppedt) darabja. A tepertő a sütést követően is még sok zsiradékot tartalmaz. Az említett sertés mellett készülhet tyúk, liba, kacsa hájából is.

## Elkészítése
Házi változatát általában disznótorkor a zsírnak való szalonnát egyenletes kockákra vágják és tiszta vasbográcsba, üstbe, vagy a feldolgozandó mennyiséghez megfelelő nagyságú lábosba teszik, kevés vizet (kb. 0,5 l) öntenek alá, és csak időnként megkeverve, hagyják lassú tűzön jól átmelegedni. Túl sok vizet sem szabad ráönteni, viszont túl lassan sem szabad főzni, mert akkor a töpörtyű szétfő. Mikor a zsír már kezd kiolvadni, erősebb tüzet adnak alá, és állandó keverés mellett addig sütik, amíg pirulni nem kezd. Ekkor már gyengébb tűzön pirítják tovább. Azután ismét erősebb tűzön – állandó keverés mellett – ropogós pirosra sütik. Ha a megfelelő színt eléri, leemelik a tűzről és azonnal leszűrik. A zsírt tovább hagyják hűlni, majd átszűrve öntik a zsírosbödönbe, végleges helyére.
A kihűlt és száraz hűvös helyen tartott töpörtyű 1 hétig ropogós marad, de hosszabb tárolásnál a ropogósságából veszít.
Ha hosszabb ideig szeretnénk eltartani, kihűlés után nyomkodjuk szorosan üvegekbe, majd az üveget megdöntve 75 fokos szögben, hogy a levegőt kiszorítsuk, a már langyosra hűlt zsírt öntünk rá. Lekötve, hűvös kamrában akár 1 évig is eltartható. Felhasználásakor mindig csak annyi töpörtyűt vegyünk ki, amennyi 1-2 nap alatt elfogyasztható, és csak a fogyasztása előtt sózzuk meg.

## Libatepertő
A libatepertő tulajdonképpen konfitált libabőr. A házi lúd bőrét lefejtik a mell- és a háthúsról, majd apró kockákra vágják. Vizet öntenek hozzá, hogy éppen ellepje, és mérsékelt tűzön, néha megkeverve főzik, és mire a víz elpárolog, a tepertő szép sárga lesz. Néhány csepp hideg vízzel meghintik, és letakarva egy-két percig állni hagyják. Végül a fazék fedele alatt lesz a tepertő ropogós.

## Pörc
Kb. 10×10 cm-es, bőrös zsírszalonna-darabokat vágnak, a szalonna részét 1×1 cm-es kockákra bevagdossák, és ugyanúgy készítik el, mint a töpörtyűt. Legtöbbször azzal együtt sütik ropogós pirosra.

## Felhasználása
Frissen kisült, még meleg töpörtyű fogyasztható, friss kenyérrel, lila hagymával, sörrel. Szendvicsek készítésénél töpörtyűkrémnek elkészítve, vagy leves és burgonyagombóc adaléka is lehet. A ledarált töpörtyű, azaz töpörtyűkrém például a szlovén gasztronómiában is fontos szerepet játszik. A tepertőt az ipar szintén felhasználja, tepertőkrém készítése mellett használják egyes húsipari készítmények gyártásánál. A sütőipar tepertős pogácsa készítéséhez használja. Kedvezőbb élettani hatásai miatt a mangalicazsír felhasználása egyre jobban terjed.[forrás?]

## Képek

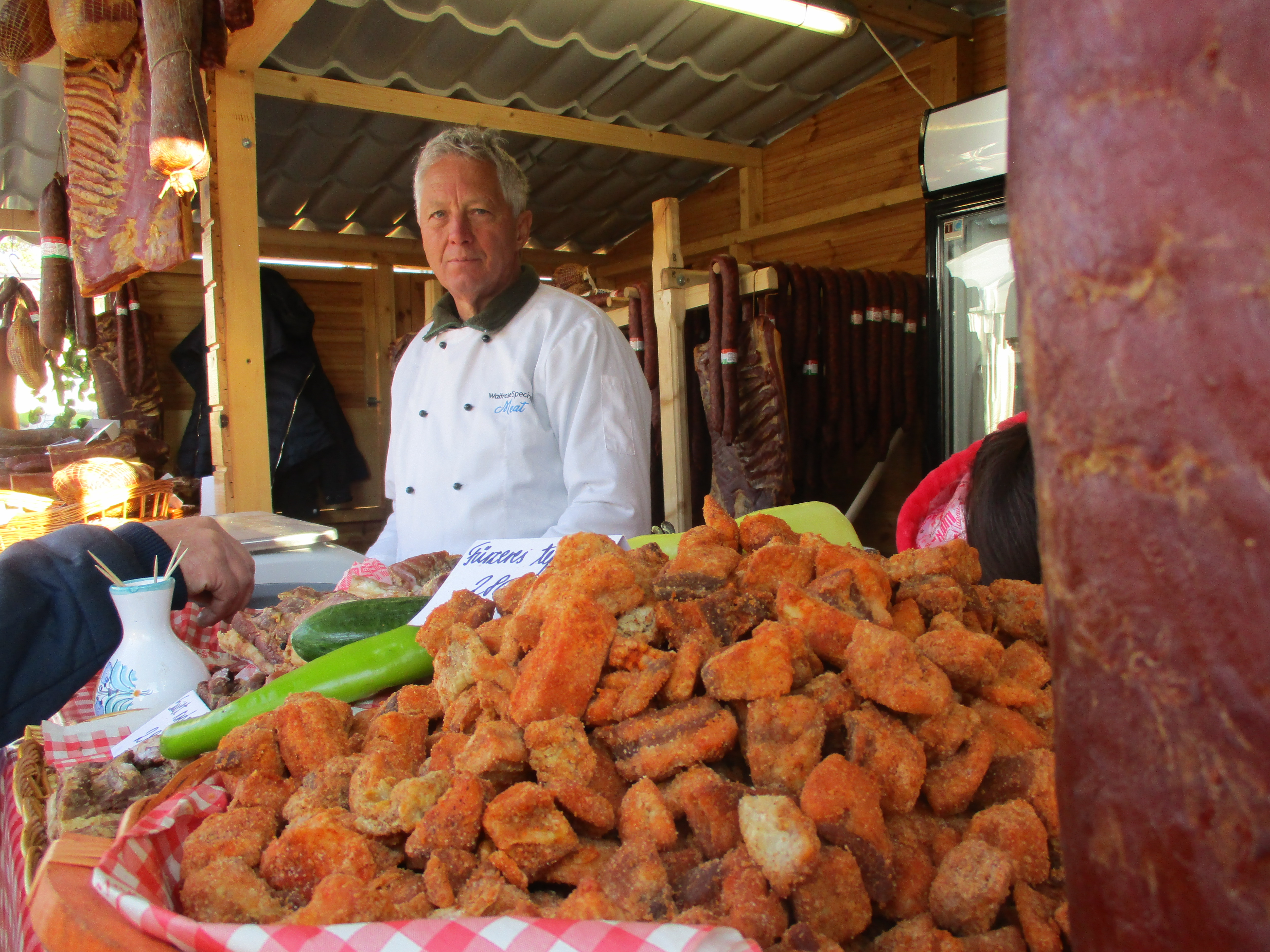
Töpörtyű a disznótoros kolbászfesztiválon, Budapest, 2016
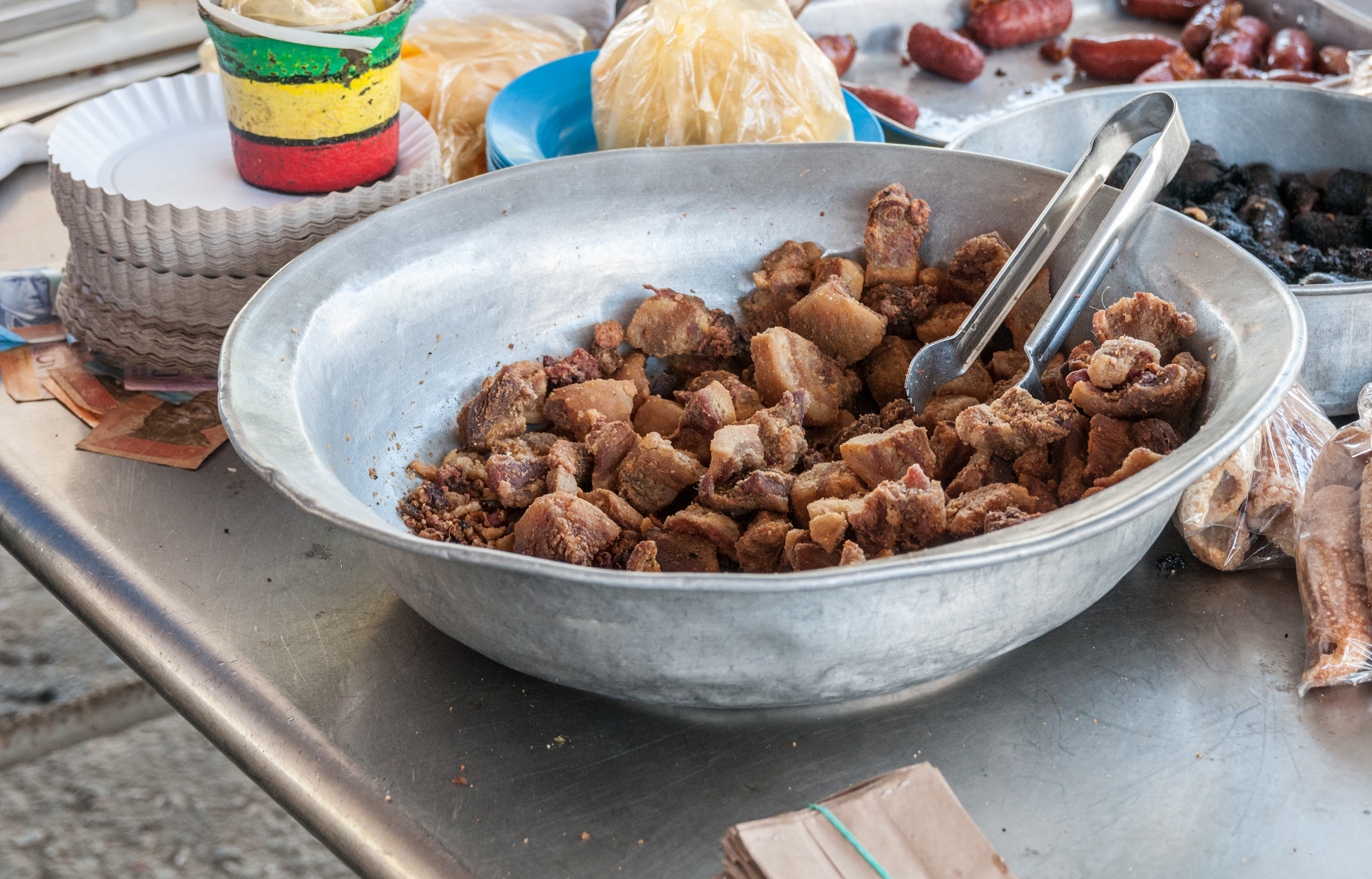
Egy tál töpörtyű
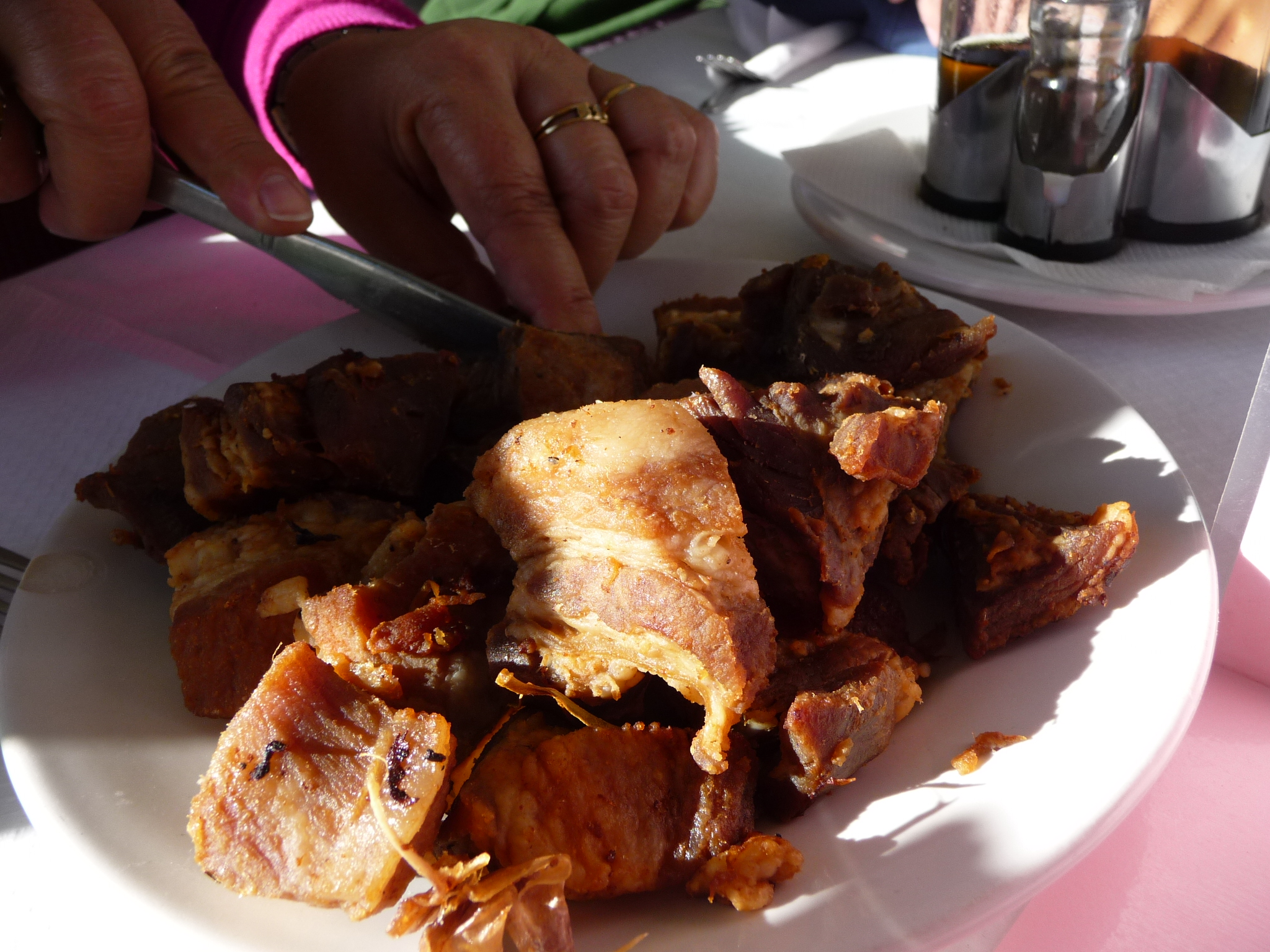
Chicharones
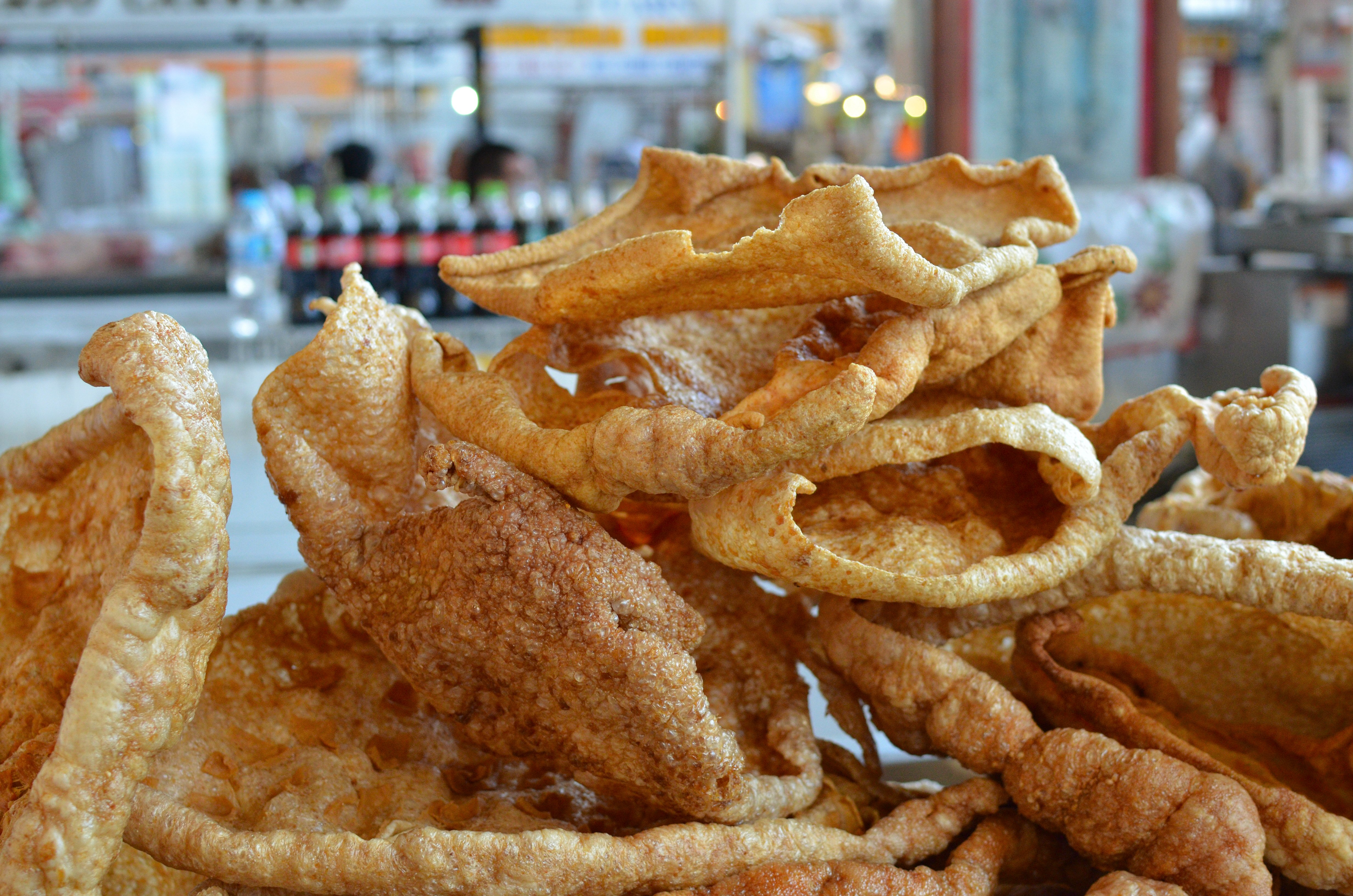
Chicharrón, Puebla, Mexikó
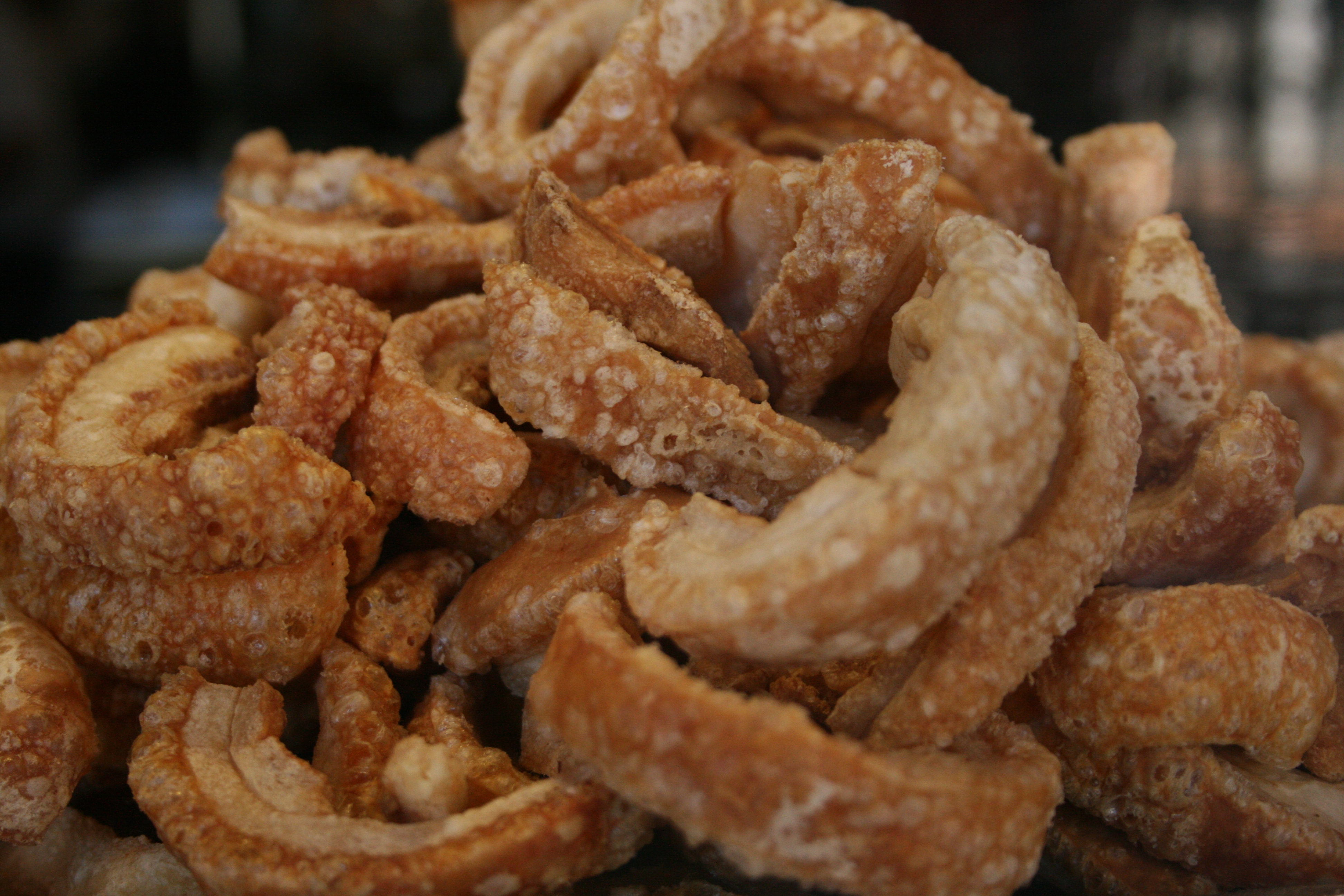
Torreznos, Portugália
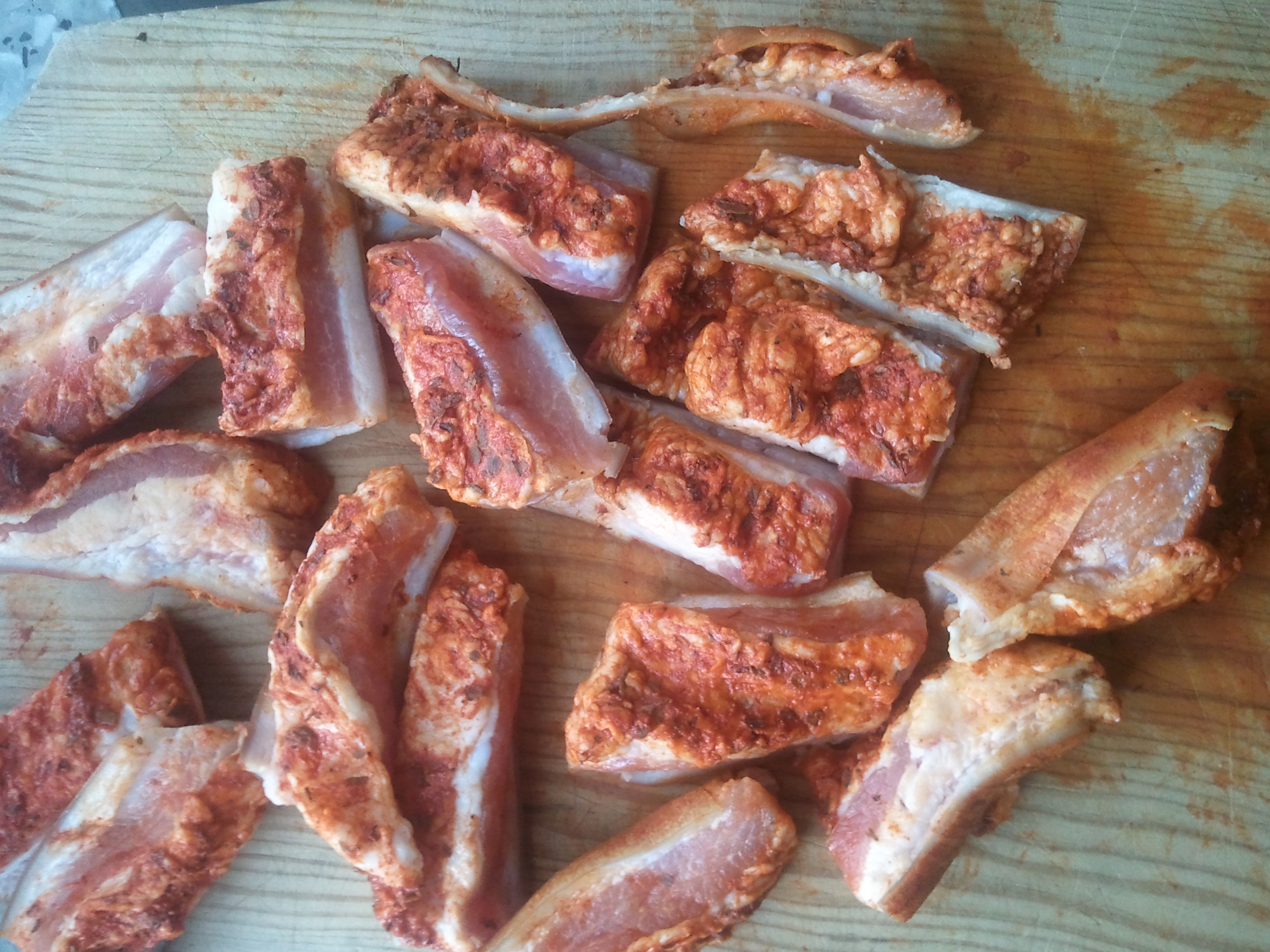
Előkészített szalonnacsíkok torreznos sütéséhez
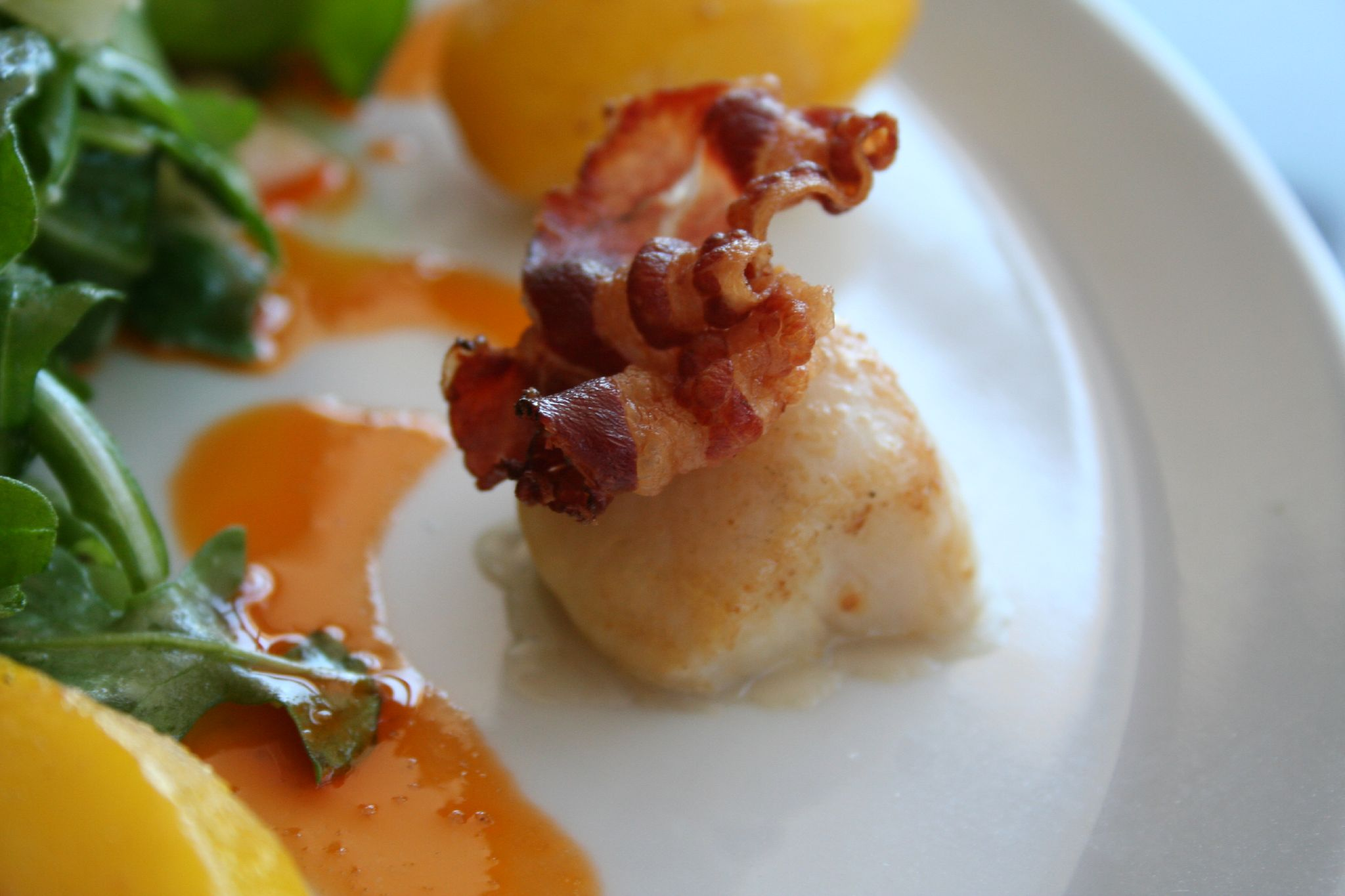
Fésűkagyló pörc kalappal